# Psychomastax
Psychomastax är ett släkte av insekter. Psychomastax ingår i familjen Eumastacidae, överfamiljen Eumastacoidea, ordningen hopprätvingar, klassen egentliga insekter, fylumet leddjur och riket djur.
Kladogram enligt Catalogue of Life:
| Psychomastax | \| \| Psychomastax deserticola \| \| \| \| \| \| Psychomastax inyo \| \| \| \| \| \| Psychomastax psylla \| \| \| \| \| \| Psychomastax robusta \| \| \| \| |
|              | \| \| Psychomastax deserticola \| \| \| \| \| \| Psychomastax inyo \| \| \| \| \| \| Psychomastax psylla \| \| \| \| \| \| Psychomastax robusta \| \| \| \| |
|              | Psychomastax deserticola |
|              | |
|              | Psychomastax inyo |
|              | |
|              | Psychomastax psylla |
|              | |
|              | Psychomastax robusta |
|              | |